# PERFECT HUMAN
『PERFECT HUMAN』(パーフェクト・ヒューマン) は、日本のお笑いコンビ・オリエンタルラジオが率いる音楽グループ、RADIO FISHの1枚目のスタジオ・アルバム。2016年5月25日によしもとアール・アンド・シーより発売された。また本作の表題曲である同名の楽曲についても本項で記述する。

## 概要
- これまでの楽曲はすべて配信のみのリリースだった為、本作は初のCDリリースとなった。
- Type-A (CD+DVD)、Type-B (CDのみ) の2形態がリリースされ、Type-AのDVDには「PERFECT HUMAN」「STAR」「PARADISE」のミュージック・ビデオ、「PERFECT HUMAN」の振付ビデオ、ライブドキュメンタリーに加え、ボーナストラックとして2015年12月25日に渋谷CLUB QUATTROで行われたライブの映像が3曲収録されている。
- RADIO FISHとして初のワンマンライブを行った2016年8月26日には、Type-Aの内容に "中田風ファッション用グラス" を付属した「PERFECT HUMAN なりきりグッズ付き限定盤」も発売された[3]。

## 収録曲
| 全作詞: RADIO FISH（#10を除く）。 |                                    |                         |                     |             |      |
| #                                 | タイトル                           | 作詞                    | 作曲                | 編曲        | 時間 |
| 1.                                | 「PERFECT HUMAN」                  | RADIO FISH（#10を除く） | JUVENILE            | JUVENILE    | 2:54 |
| 2.                                | 「STAR」                           | RADIO FISH（#10を除く） | 宮田リョウ          | 宮田リョウ  | 4:28 |
| 3.                                | 「TONIGHT」                        | RADIO FISH（#10を除く） | Kanako!sm・JUVENILE | JUVENILE    | 4:12 |
| 4.                                | 「GOOD BYE」                       | RADIO FISH（#10を除く） | JUVENILE            | JUVENILE    | 4:10 |
| 5.                                | 「SUMMER TIME」                    | RADIO FISH（#10を除く） | 宮田リョウ          | 宮田リョウ  | 3:26 |
| 6.                                | 「PARADISE」                       | RADIO FISH（#10を除く） | JUVENILE            | JUVENILE    | 4:22 |
| 7.                                | 「WHERE」                          | RADIO FISH（#10を除く） | BIG BROTHER         | BIG BROTHER | 4:50 |
| 8.                                | 「X'mas」                          | RADIO FISH（#10を除く） | 宮田リョウ          | 宮田リョウ  | 3:23 |
| 9.                                | 「10 YEARS」                       | RADIO FISH（#10を除く） | BIG BROTHER         | BIG BROTHER | 4:08 |
| 10.                               | 「PERFECT HUMAN 〜Instrumental〜」 | RADIO FISH（#10を除く） | JUVENILE            | JUVENILE    | 2:54 |
| 合計時間:                         | 合計時間:                          | 合計時間:               | 合計時間:           | 38:47       |      |

| #  | タイトル                                                        | 作詞 | 作曲・編曲 |
| -- | --------------------------------------------------------------- | ---- | ---------- |
| 1. | 「STAR (MUSIC VIDEO)」                                          |      |            |
| 2. | 「PARADISE (MUSIC VIDEO)」                                      |      |            |
| 3. | 「PERFECT HUMAN (MUSIC VIDEO)」                                 |      |            |
| 4. | 「PERFECT HUMAN (Music Video Off Shot)」                        |      |            |
| 5. | 「LIVE DOCUMENTARY ～RADIO FISH STORY～」                       |      |            |
| 6. | 「PERFECT HUMAN (Dance Coaching Video)」                        |      |            |
| 7. | 「TONIGHT ～ LIVE at SHIBUYA CLUB QUATTRO (BONUS TRACK)」       |      |            |
| 8. | 「SUMMER TIME ～ LIVE at SHIBUYA CLUB QUATTRO (BONUS TRACK)」   |      |            |
| 9. | 「PERFECT HUMAN ～ LIVE at SHIBUYA CLUB QUATTRO (BONUS TRACK)」 |      |            |

### 解説
1. PERFECT HUMAN
第49回日本有線大賞・有線話題賞
第58回日本レコード大賞・企画賞
WEB TV ASIA AWARDS 2016・年間最優秀楽曲賞
2. STAR
3. TONIGHT
4. GOOD BYE
5. SUMMER TIME
6. PARADISE
7. WHERE
8. X'mas
9. 10 YEARS
10. PERFECT HUMAN 〜Instrumental〜

## 表題曲「PERFECT HUMAN」
本アルバムの表題曲である「PERFECT HUMAN」は、RADIO FISHの6作目の配信限定シングルとして2015年12月23日に発売された。
同年12月25日放送のテレビ朝日系『爆笑問題の検索ちゃん 芸人ちゃんネタ祭り』でテレビ初披露され、2016年2月13日放送のフジテレビ系『ENGEIグランドスラム』で披露されるとiTunesなどの音楽配信サイトのランキングで1位を獲得、YouTubeに投稿されたライブ映像の再生回数が同年3月時点で1600万再生を突破するなど大きな話題となった。
その後も勢いは収まらず、第49回日本有線大賞・有線話題賞、第58回日本レコード大賞・企画賞、WEB TV ASIA AWARDS 2016・年間最優秀楽曲賞と多くの賞を受賞した。
また2016年12月20日にGoogleが発表した国内のYouTube年間トレンド動画ランキングの音楽動画部門では、1月21日に公開された先述のライブ映像が4700万再生で3位、4月25日に公開されたミュージック・ビデオが3700万再生で5位にランクインした。

### 歌詞
作詞はRADIO FISH名義になっているが、主にSHINGOにより制作されたものである。
先述のライブ映像、並びに『ENGEIグランドスラム』の頃までは2番のAメロに「まさに天災！(天災！)」という歌詞が存在したが、2016年3月11日放送のテレビ朝日系『ミュージックステーション』出演以降はテロップが「まさに天才！(天才！)」に変更されている。アルバムに封入された歌詞カードの中でも「まさに天才！(天才！)」と表記されており、正式に歌詞が変更されている。
歌詞の変更について公式な発表はないが、『ミュージックステーション』への初出演が東日本大震災と同じ3月11日であったこと、アルバム発売の約1ヶ月前には熊本地震が発生したことなどから被災地への配慮と考えられている。

### 振付
振付は主にSKILL-MASTERメンバーにより制作されたものだが、サビの部分はNAKATAが考案したものである。
サビの部分の足を開き腕を左右と上に伸ばす振付は "グランドクロス"、ランニングマンをしながら両手を後ろに伸ばした振付は "フライングマン" と名付けられている。
またその姿と名前が似ていることから、ミュージック・ビデオの冒頭にはロールス・ロイスの車が登場しそのマスコットである "フライング・レディ" がアップで映るシーンがある。